# Birgit Heinecke
Birgit Heinecke (Magdeburgo, 10 de abril de 1957) é uma ex-handebolista alemã, medalhista olímpica.

## Carreira
Birgit Heinecke fez parte da equipe alemã oriental do handebol feminino, medalha de bronze em Moscou 1980, com um total de 1 jogo e 3 gols.